# Arbeia

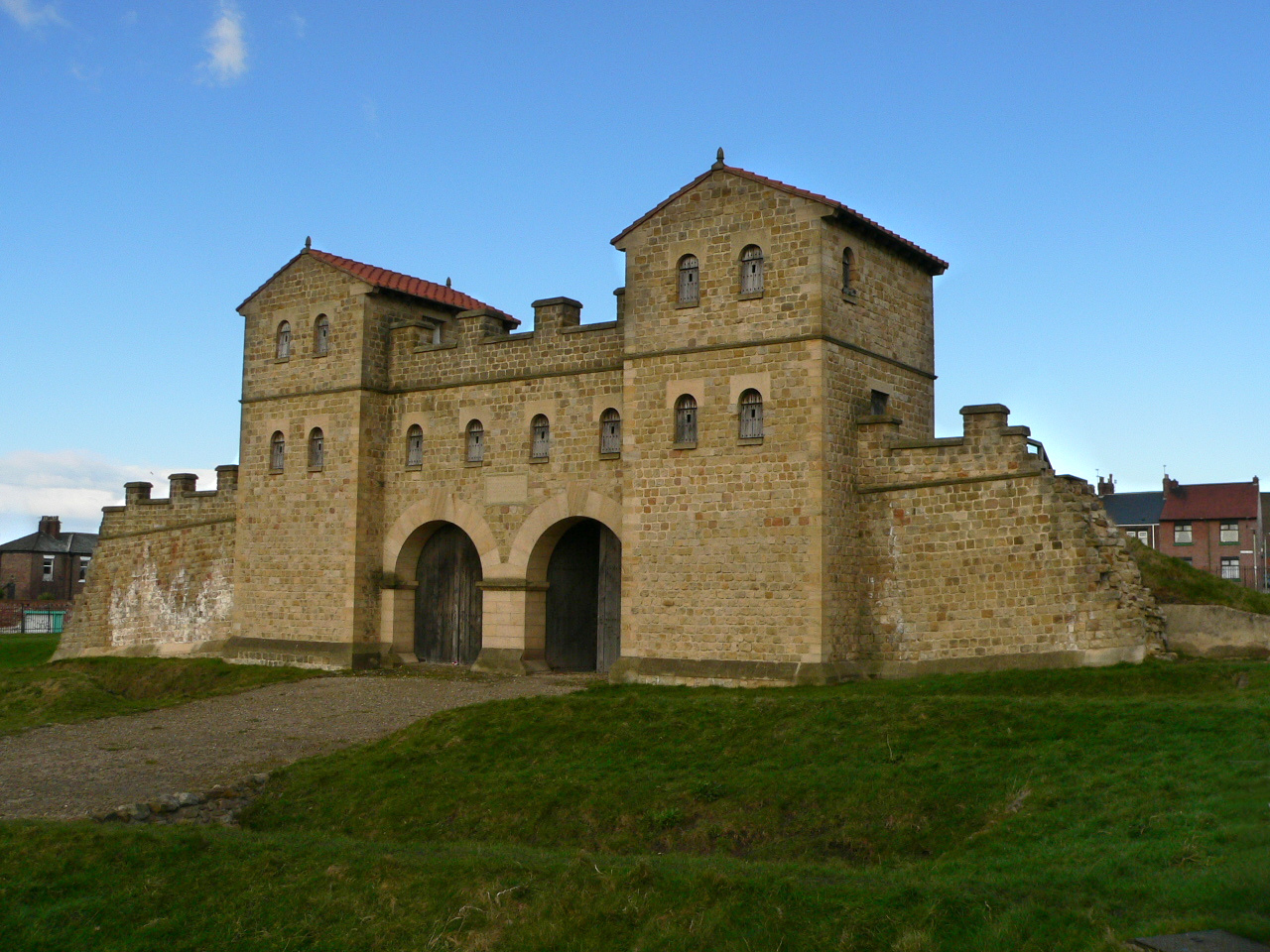
Reconstrucción de la Puerta Occidental.

Arbeia era un castrum romano, del tipo castillo miliar, situado sobre el Muro de Adriano en South Shields (Reino Unido). Fue establecido en torno a 129, durante el principado de Adriano y reorganizado a principios del siglo III. A finales de ese mismo siglo fue abandonado, aparentemente, hasta que en el siglo IV se volvió a usar como almacén logístico. El fuerte fue abandonado definitivamente durante la retirada de las legiones romanas de Britania en el siglo V. Existen indicios de que el fuerte, con el nombre britónico de Caer Urfe, continuó existiendo bajo control de los romanobritones y probablemente fue tomado por los anglosajones en el siglo VI. Según un texto del siglo XVI, el rey Oswin de Northumbria, quien reinó entre 644 y 651, nació en ese castillo.
Fue excavado por primera vez en la década de 1870. Un siglo después, los edificios modernos de la zona fueron eliminados. En 1986 se reconstruyó la Puerta Occidental y en 2002, se recrearon algunas barracas, con las habitaciones de un soldado y un centurión, y el Pretorio. Después de algunas reformas, fue abierto al público en 2012 y es gestionado por Tyne and Wear Museums con el nombre de Arbeia Roman Fort and Museum.

## Etimología
Arbeia es una forma del latín Arabeia, "(fortaleza) de los árabes". Es posible que se refiera no al fuerte en sí mismo, sino a la región conocida como  Beth Arabaye (arameo Bēṯ ʿArbāyē), en las proximidades de Nisibis, en Mesopotamia y habitada por tribus árabes. Se supone que el nombre proviene del momento en el que el emperador Septimio Severo escogió el lugar como base para su campaña en Caledonia, dado que habría sido ocupado por auxiliares procedentes de aquella región de Mesopotamia. En efecto, después de la toma de Singara en 197 el emperador reclutó a árabes para servir en el ejército romano y se conjetura que lo acompañaron hasta Britania. Era una práctica habitual que los fuertes del limes fueran guardados por tropas originarias de otras partes del Imperio, las cuales se asimilaban y terminaban siendo reclutadas en la región, pero manteniendo su nombre. Otra hipótesis señala que el nombre es más tardío, siglo IV, cuando, según la Notitia Dignitatum, estaba estacionada en el lugar la Numerus Barcariorum Trigrisiensium, formada por bateleros árabes.

## Historia
Si bien la primera referencia es tardía, la mencionada Notitia Dignitatum que lo sitúa entre Verbeia y un lugar desconocido llamado Dictium, el fuerte es muy anterior. Arbeia fue edificada hacia 128 como fortificación oriental del Muro de Adriano y para proteger un pequeño puerto en la ribera sur del estuario del río Tyne. Los primeros investigadores la identificaron con Horrea Classis ("graneros de la flota") que registra el Anónimo de Rávena en relación con las campañas de los Severos a principios del siglo III. Se asumía que era la base, o una de las bases, de la Classis Britannica. Hoy se cree que Horrea estaba mucho más al norte, en el fuerte romano de Carpow.
Arbeia custodiaba la principal ruta marítima entre las principales ciudades de la provincia de Britania y el Muro de Adriano, a través del puerto recibía las provisiones y suministros para sus guarniciones, por lo cual poseía importantes graneros, los únicos construidos en piedra que se han encontrado en Gran Bretaña. A lo largo de su historia tuvo distintas características, reveladas por la arqueología; desde un puerto cosmopolita durante los últimos Antoninos hasta cuartel general de Septimio Severo en 208.
Es posible que su estratégica posición entre el estuario y el interior, motivase la elección del emperador para iniciar desde allí su campaña contra las tribus caledonias. Arbeia fue transformado. El plano general se mantuvo, pero se orientó en sentido opuesto, se demolieron todos los edificios internos, excepto el granero doble, a cual se le añadieron dieciocho graneros más, todos de piedra. El antiguo muro trasero, ahora acceso principal, se amplió y se construyeron cuatro cuarteles nuevos, dos dobles y dos individuales. Al mismo tiempo, la caballería auxiliar fue sustituida por una cohorte de infantería auxiliar, que algunos identifican con los bateleros árabes, pese a que no hay testimonios fehacientes.
Después de la victoriosa reconquista de Caledonia, que llevó a reocupar el Muro Antonino, Arbeia perdió su importancia pero siguió siendo ocupada. La muerte de Severo en 211 impidió nuevas campañas y durante la crisis del siglo III parece que la fortaleza fue abandonada temporalmente. Más tarde, recupera su importancia hasta su abandono final durante la retirada romana del siglo V. Si bien es posible que siguiera siendo ocupada por los bretones romanizados hasta el siglo VI.

### Legiones y tropas
Los hallazgos arqueológicos proporcionan datos sobre los efectivos militares estacionados en Arbeia. La primera unidad que estuvo estacionada aquí, fue el Ala I Pannoniorum sabiniana, un regimiento de caballería auxiliar reclutado entre las tribus de Pannonia, pero trasladado a Onnum (Halton Chesters, Northumberland) en algún momento antes del siglo III. La segunda unidad estacionada fue el Ala I Hispanorum Asturum, formada por descendientes de astures,  llegados como auxiliares de Claudio durante la invasión del 43; una lápìda atestigua la presencia de uno de sus efectivos. Hay inscripciones de la Legio VI Victrix Pia Fidelis, pero hay dudas de alguna de sus cohortes la tuviera como cuartel, sino más bien que fuera la encargada de las obras de construcción. Las unidades de caballería fueron reemplazadas por la unidad de infantería Cohors V Gallorum, cuya presencia está atestiguada en una dedicatoria fechada en el 222, que celebra la terminación del nuevo acueducto, y en un altar de piedra. La última unidad militar romana registrada en Arbeia, fue la Numerus Barcariorum Tigrisiensium, unidad irregular de hombres del río Tigris, cuyo nombre se registra en la Notitia Dignitatum.